# Slag bij Telamon
De Slag bij Telamon was een veldslag in 225 v.Chr. tussen de Romeinse Republiek en de Galliërs. De Romeinen onder de consuls Gaius Atilius Regulus en Lucius Aemilius Papus versloegen de Galliërs en verwierven heerschappij over het noorden van Italië.
Rome leefde in vrede met de stammen van Gallia Cisalpina in de vallei van de Po in het noorden van Italië. Toen de Galliërs van Gallia Transalpina in 230 v.Chr. de Alpen hadden overgestoken, hadden de Boii ze teruggedreven, het gestuurde Romeinse leger was niet nodig gebleken. Toch verdeelden de Romeinen in 234 v.Chr. het Gallische gebied van Picenum, wat de woede opwekte van de naburige Boii en Insubres.
In 225 v.Chr. betaalden de Boii en Insubres geld aan de Gaesatae, huurlingen van Gallia Transalpina onder Aneroëstes en Concolitanus om met hen tegen Rome te vechten. De Romeinen waren verontrust door de mobilisatie van de Galliërs en sloten een verdrag met generaal Hasdrubal van Carthago, waarbij die Spanje kreeg.
Consul Lucius Aemilius Papus had vier legioenen, samen 22.000 man plus nog 32.000 man van bondgenoten. Hij legerde zijn hoofdmacht te Ariminum. Hij zond 54.000 Sabijnen en Etrusken naar de Etruskische grens onder bevel van een praetor. Hij stuurde 40.000 Umbriërs, Sarsinaten, Veneten en Cenomani om het land van de Boii aan te vallen. De tweede consul, Gaius Atilius Regulus, beschikte over een leger van gelijkaardige grootte te Sardinië. Hij beschikte over een reserve van 21.500 Romeinen en 32.000 bondgenoten te Rome evenals twee reservelegioenen te Sicilië en Taranto.
De Galliërs overrompelden Etrurië en rukten op naar Rome. De Romeinen onderschepten hen bij Clusium op drie dagmarsen van Rome. Beide zijden sloegen hun kamp op. 's Nachts lieten de Galliërs hun kampvuren branden en ze lieten hun ruiterij achter, maar trokken te voet naar de stad Faesulae, die ze versterkten. 's Morgens volgde de ruiterij. De Romeinen dachten dat ze vluchtten en zetten de achtervolging in. De Galliërs lokten de Romeinen zo in een hinderlaag, waarbij 6000 Romeinen omkwamen.
Papus kwam 's nachts aan en sloeg zijn kamp op. Aneroëstes overreedde de Galliërs om zich met hun oorlogsbuit terug te trekken langs de Etruskische kust. Papus achtervolgde ze en viel hun achterhoede aan. Regulus was van Sardinië overgestoken en geland te Pisa en rukte op naar Rome. Zijn verkenners stootten op de voorhoede van de Galliërs nabij Telamon, nu Talamone, in Campo Regio.
Regulus stelde zijn troepen op om een heuvel te bezetten boven de weg waarlangs de Galliërs moesten langskomen. De Galliërs wisten nog niet van de komst van Regulus en dachten dat Papus zijn ruiterij vooropgestuurd had. Zij stuurden hun eigen ruiterij en lichte infanterie om de heuvel te betwisten.
Toen ze zich rekenschap gaven dat ze tegen Regulus stonden, zonden ze hun infanterie tegen de voorhoede en de achterhoede. Ze stelden de Gaesatae en Insubres achteraan tegen Papus en de Boii en Taurisci vooraan tegen Regulus op. Hun flanken werden verdedigd door strijdwagens. Een kleine eenheid bewaakte de oorlogsbuit op een andere heuvel vlakbij. De slag om de grote heuvel woedde hevig. Regulus werd gedood en onthoofd. De ruiterij van Papus veroverde de heuvel.
De Romeinen vielen van beide kanten aan met werpsperen, die een slachting aanrichtten onder de naakte Gaesatae met hun kleine schilden. Sommigen vielen in wanhoop aan en werden afgeslacht, anderen vluchtten in wanorde weg.
De speerwerpers trokken zich terug en de infanterie rukte op in manipels. De Triarii waren voorop opgesteld, zodat ze met hun speren de Gallische zwaarden konden beschadigen. De Galliërs zouden immers proberen om met hun zwaarden de speerpunten van de speer te hakken. Volgens Appianus waren deze zwaarden van zo'n slechte kwaliteit ijzer gemaakt dat bij iedere slag met het zwaard de strijder met zijn voet het zwaard weer recht moest schoppen. Hierna kwamen de hastati en de principes naar voren. De Insubres, Boii and Taurisci hielden stand, maar de Romeinse kortzwaarden en schilden waren beter in lijf-aan-lijf-gevecht dan de langere Gallische zwaarden en kleinere schilden. Uiteindelijk chargeerde de Romeinse ruiterij de heuvel af in de flank van de Galliërs.
40.000 Galliërs werden gedood en 10.000 gevangengenomen, waaronder Concolitanus. Aneroëstes ontsnapte, maar pleegde zelfmoord. Papus leidde een strafexpeditie tegen de Boii.